# 김득수 (국악인)
김득수(1917년 ~  1990년 5월 21일)는 대한민국의 국악인이다. 전남 진도에서 태어났다. 7세 때부터 남도민요와 육자배기, 판소리를 배웠다. 한성준, 정원섭 등에게서 북을 배웠으며, 국가무형문화재 판소리고법 예능보유자였다.